# Konwencja o międzynarodowym handlu dzikimi zwierzętami i roślinami gatunków zagrożonych wyginięciem

Państwa będące stronami konwencji (czerwone)

Konwencja o międzynarodowym handlu dzikimi zwierzętami i roślinami gatunków zagrożonych wyginięciem, CITES (od ang. Convention on International Trade in Endangered Species of Wild Fauna and Flora), skrótowo konwencja waszyngtońska – międzynarodowy układ ograniczający transgraniczny handel zagrożonymi wyginięciem gatunkami roślin i zwierząt oraz wytworzonymi z nich produktami.
Konwencja została podpisana 3 marca 1973 roku, a w życie weszła 1 lipca 1975. W maju 2014 roku sto osiemdziesiątą stroną konwencji stał się Irak. Obecnie lista stron wynosi 183.
Językami autentycznymi są angielski, francuski, chiński, hiszpański i rosyjski (art. XXV). Depozytariuszem jest rząd Szwajcarii (art. XX). Spory za zgodą stron rozstrzyga Stały Trybunał Arbitrażowy (art. XVIII).
Głównym celem tej konwencji jest redukcja lub całkowita eliminacja handlu okazami gatunków, których liczba lub stan sugerują, że niekontrolowane ich pozyskiwanie z naturalnego środowiska byłoby szkodliwe dla przetrwania tych taksonów.
Za sprawą konwencji waszyngtońskiej znacząco ograniczono handel rogami nosorożców oraz ciosami słoni. Konwencja ta reguluje przemieszczenie przez granice państwowe ponad 34 tysięcy gatunków, z czego ponad 5100 to zwierzęta, zaś reszta to rośliny. Są one wymienione w trzech załącznikach do umowy, różniących się rygorami ochronnymi. Zdecydowana większość gatunków (ponad 33 tysiące) ujęta jest w załączniku II, natomiast najmniej (około 170 taksonów) w załączniku III.
W Unii Europejskiej przepisy CITES są implementowane przez rozporządzenie Rady (WE) nr 338/97 z dnia 9 grudnia 1996 roku w sprawie ochrony gatunków dzikiej fauny i flory w drodze regulacji handlu nimi oraz przez kilka powiązanych z nim rozporządzeń wykonawczych Komisji (WE).
W Polsce organem rządowym zajmującym się konwencją jest Minister Środowiska, a obsługującym ją organem naukowym Państwowa Rada Ochrony Przyrody.